# Бенчевско четвероевангелие
Бенчевското четвероевангелие (на македонска литературна норма: Бенчевско четвороевангелие) е средновековен илюстрован ръкопис, препис на четвероевангелие от началото на XVI век. Открит е в 1988 година от археографа Михайло Георгиевски в поречкото село Бенче, Северна Македония, заедно с още четири запазени стари ръкописни книги, датирани между XIV и XVI век. Днес се съхраняват в Народната и университетска библиотека „Свети Климент Охридски“ в Скопие, под инвентарните сигнатури Мс 17, 167, 168, 169 и 171.
Размерът на ръкописа е 21,5 х 15 cm и съдържа 360 листа. Размерът на текстовото поле е 15 х 8,5 cm. Изписан е на дебела хартия в тетрадки от по осем лист, номерирани с кирилски броеви в началото и края на свезките. В XVIII век е направена примитивна консервация на пострадалите листове. Водните знаци са Кардиналска шапка тип Брике № 3457 с контрамарка V от 1504 година и Камбана тип Брике № 3405 от 1518 година. Запазена е оригиналната подвързия – две дъски с орнаментирана кожа. В средата има орнаментиран кръст с постамент. Има остатъци от закопчалки.
Писмото е хубаво полуустав, по 18 реда на пълна страница, в една колона. Правописът е двуеров с ресавски принципи. Големият ер обикновено се употребява в предлозите и префиксите, а малкият ер на края. Употребява се и ѕ. Пунктуационните интерпукциските знаци употребена е точката и запетайката. Използвани са и диакритически знаци като ударение, кандема, ерок и различни знаци за съкращение. Заглавията и главните букви са написани с червено мастило, а останилият текст – с черно.
Ръкописът е богато орнаментиран като преди всяко евангелие има миниатюра на евангелиста: на лист 7 е Матей, на лист 102 – Марко, на лист 163 – Лука и на лист 264 – Йоан. Миниатюрите са изключително прецизни и с голяма художествена стойност. Сред украсите са и множество винетки в неовизантийски и балкански стил.
- Миниатюра на Матей
- Миниатюра на Марк
- Миниатюра на Лука
- Миниатюра на Йоан